# Hanok

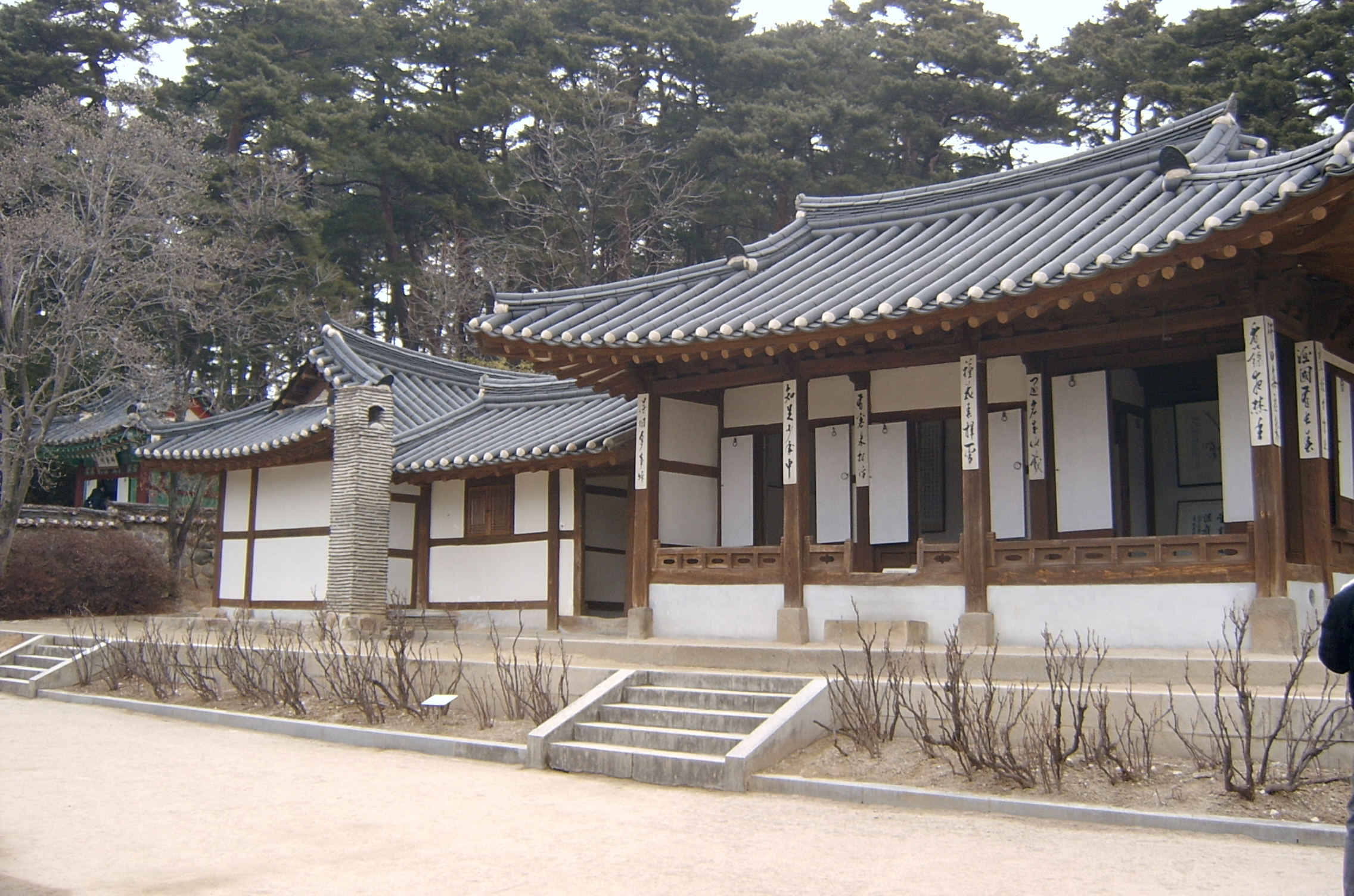
Hanok

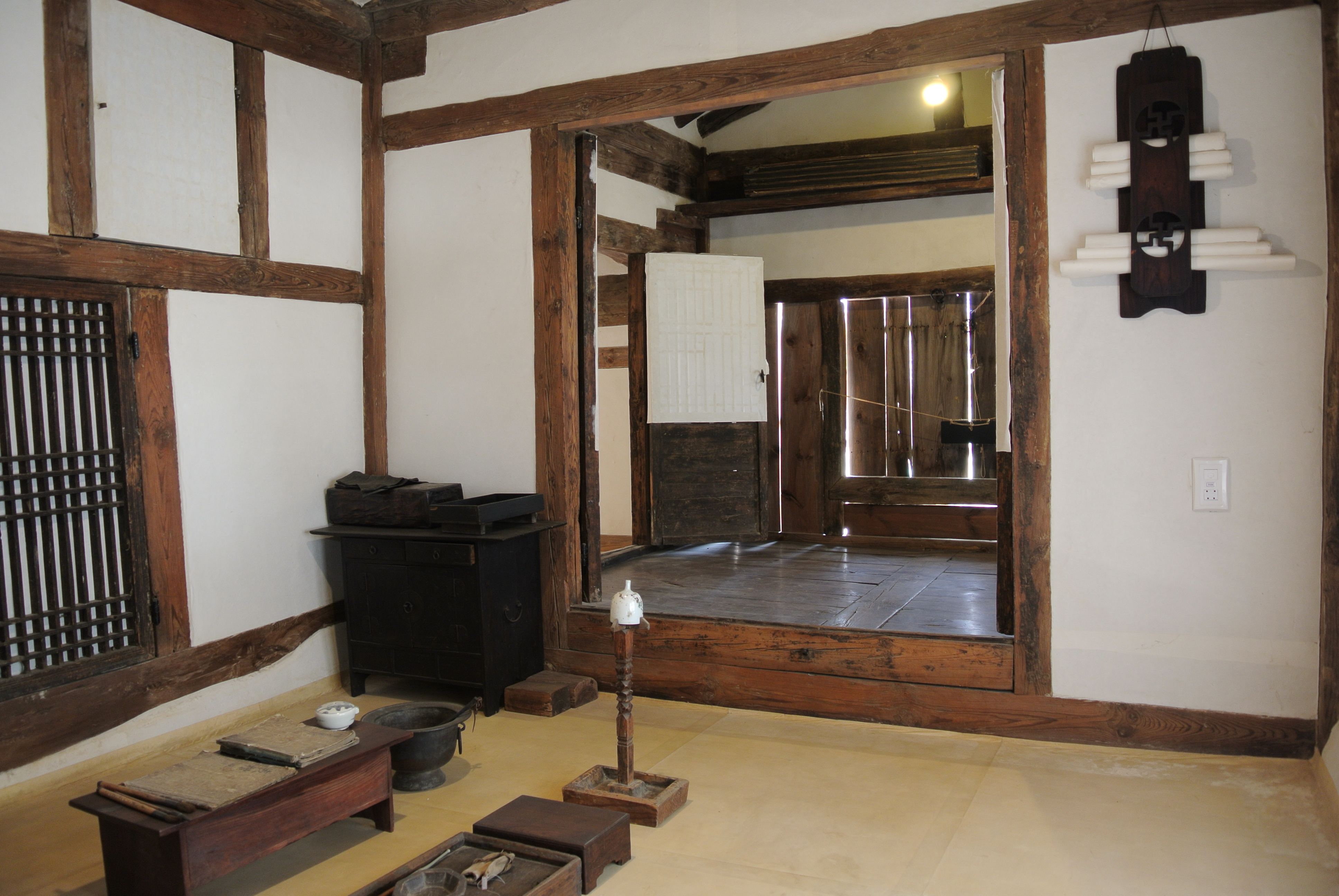
Interior de una casa tradicional

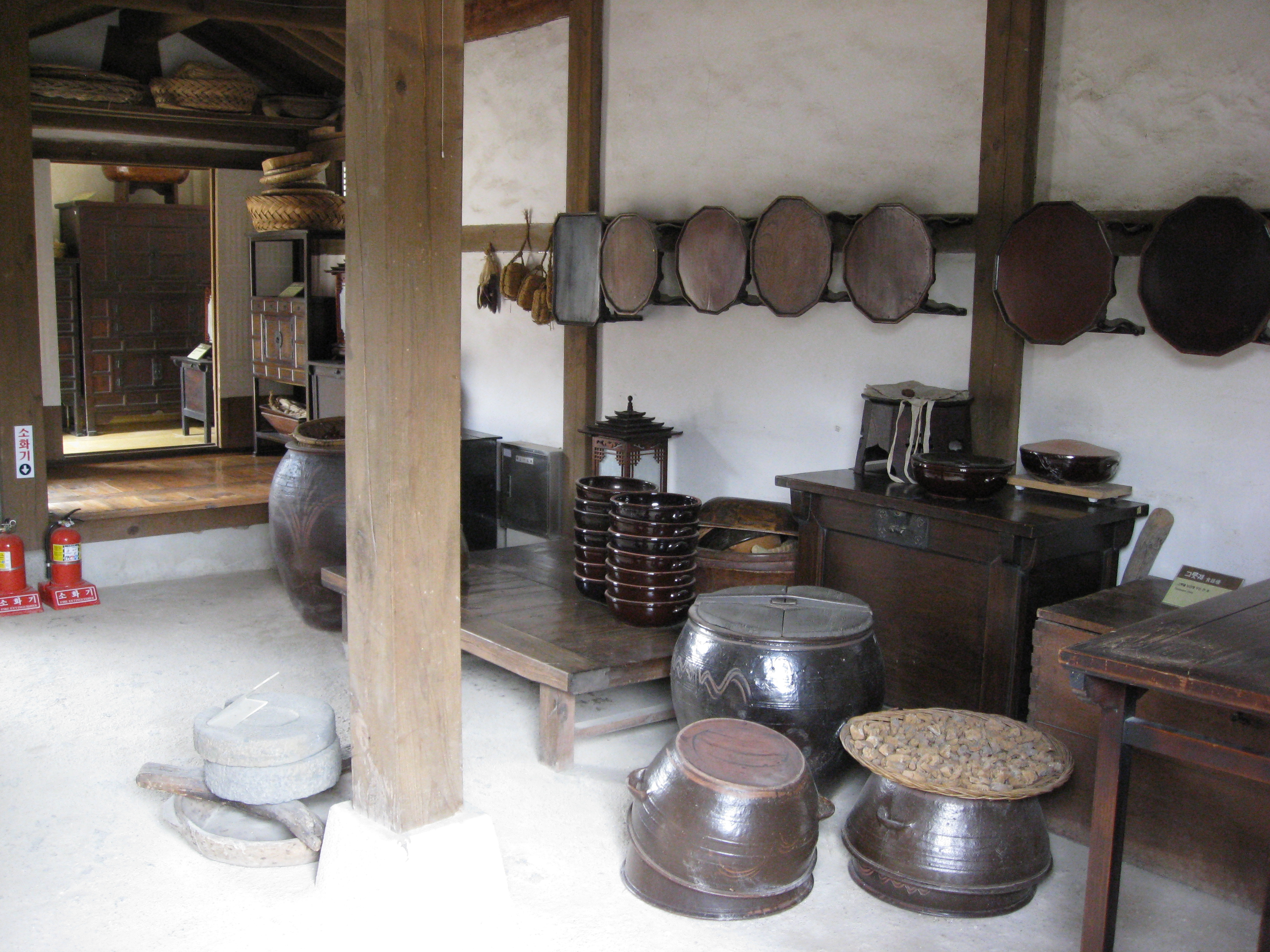
Cocina

Hanok (한옥) es el estilo arquitectónico tradicional de Corea que viene transmitiéndose durante muchos años sin cambiar los marcos básicos desde la época de los Tres Reinos (57 a. C.-668 d. C.) hasta la dinastía Joseon (1391-1910).

## Estilo de vida en un Hanok
Vivir en una casa Hanok significaba optar por un estilo de vida de sentarse en el piso en vez de la silla o la cama. Para ello debía quitarse los zapatos y sentarse o acostarse en el piso bien calefaccionado. Las habitaciones no eran tan grandes pero se podía cambiar la función de la habitación constantemente a través de las ubicaciones de los muebles.

## Materiales principales
Los principales materiales del hanok eran el barro, la madera, las vigas y los clavos de madera. El techo era de "giwa" (tejas). Las casas de la clase alta estaban compuestas por varias edificaciones en un solo terreno y básicamente estaban integradas por el "anchae" para la residencia de las mujeres y los niños, el "sarangchae" donde residían los mayores de la casa y los invitados y el "haengrangchae" donde vivían los sirvientes y todas estas edificaciones estaban rodeadas por un solo paredón. Detrás de la casa estaba el edificio para venerar a los ancestros. Algunas veces se construía una laguna artificial en el patio exterior de las casas.

## Diferencia por la clase
Las casas de la clase común eran de techo de paja, de guijarro, de juncos y de paredes de barro. Los pilares eran de madera y las paredes, de barro. Este tipo de pared ajustaba bien la temperatura y la humedad ya que absorbía bien el agua cuando había mucha humedad en la habitación y en cambio cuando el ambiente era muy seco, emitía la humedad contenida.

## Características por la región
Los estilos arquitectónicos del norte frío y del sur cálido eran diferentes. Las regiones del sur tenían casas más simples en forma de L sobre un piso rectangular donde en sus extremos se ubicaban la cocina y las habitaciones. Las razones de esta forma abierta se debía al clima caluroso y húmedo y para permitir la buena ventilación. En cambio, en las regiones del norte con una temperatura más baja había muchas casas en forma de U o de cuadrado que rodeaban el patio. Y en la isla de Jejudo donde hay mucho viento era común que hubiera un bosque para frenar el viento o un paredón muy alto alrededor de las casas.

## Ondol
El "ondol" o también llamado "gudeul" es el sistema de calefacción de piso típico de Corea y fue utilizado tempranamente en las regiones norteñas de la península coreana. El humo y el calor generados en el sistema de fogata de la cocina de la parte inferior eran transmitidos uniformemente por toda la habitación a través de los conductos. El "ondol" de las regiones sureñas, con un clima más cálido era utilizado con el piso de madera de la sala funcionando como sistema de ventilación. Había regiones donde la sala era construida con material rocoso para mantener por más tiempo el calor del "ondol".